# Kalikesur
Kalikesur is een bestuurslaag (kelurahan) in het onderdistrict (kecamatan) Kedung Banteng in het regentschap Banyumas van de provincie Midden-Java, Indonesië. Kalikesur telt 2075 inwoners (volkstelling 2010).